# Sociedad Gimnástica Lucense
La Sociedad Gimnástica Lucense fou un club gallec de la ciutat de Lugo.
El club va néixer l'any 1943. Començà jugant a Tercera Divisió i el 1949 ascendí a Segona. Tres anys més tard va perdre la categoria, i a causa de deutes econòmics acabà desapareixent el 1952. Un any més tard nasqué el CD Lugo.

## Temporades
| Temporada | Nivell | Divisió    | Posició | Copa del Rei |
| --------- | ------ | ---------- | ------- | ------------ |
| 1943/44   | 3      | 3a Divisió | 6è      | 4a ronda     |
| 1944/45   | 3      | 3a Divisió | 1r      |              |
| 1945/46   | 3      | 3a Divisió | 5è      |              |
| 1946/47   | 3      | 3a Divisió | 2n      |              |
| 1947/48   | 3      | 3a Divisió | 5è      | 5a ronda     |
| 1948/49   | 3      | 3a Divisió | 3r      | 4a ronda     |
| 1949/50   | 2      | 2a Divisió | 11è     | 1a ronda     |
| 1950/51   | 2      | 2a Divisió | 14è     |              |
| 1951/52   | 2      | 2a Divisió | 16è     |              |